# Спавалачка апнеја
Спавалачка апнеја, такође називана и апнеја у сну, је поремећај спавања у којем се паузе у дисању или периоди плитког дисања током сна јављају чешће него што је нормално. Свака пауза може трајати од неколико секунди до неколико минута и дешава се много пута ноћу. У најчешћем облику, овај поремећај следи гласно хркање. Док се дисање наставља, може доћи до гушења или шмрцања. Пошто поремећај омета нормалан сан, они који су погођени могу током дана осетити поспаност или осећати умор. Код деце то може узроковати хиперактивност или проблеме у школи.
Апнеја за време спавања може бити или опструктивна апнеја за време спавања, у којој је дисање прекинуто блокирањем протока ваздуха, централна апнеја за време спавања, у којој обичан дах једноставно престаје, или комбинација ова два. Опструктивна апнеја је најчешћи облик. Она има четири кључне карактеристике које укључују „анатомске“ попут уских или склопивих горњих дисајних путева или „не-анатомске“ попут неефикасне функције проширеног мишића ждрела током сна, сужавања дисајних путева током сна или нестабилне контроле дисања (велики добитак петље). Други фактори ризика укључују прекомерну тежину, породичну историју стања, алергије и увећане тонзиле. Неки људи са апнејом за време спавања нису свесни да имају то стање. У многим случајевима прво га примећује члан породице. За дијагнозу апнеје у сну мора се догодити више од пет епизода на сат.
Код централне апнеје, основне неуролошке контроле за дисање не функционишу исправно и не дају сигнал за удисање, због чега појединац пропушта један или више циклуса дисања. Ако је пауза у дисању довољно дуга, проценат кисеоника у циркулацији ће пасти на нижи ниво од нормалног (хипоксемија) и концентрација угљен -диоксида ће порасти на виши од нормалног нивоа (хиперкапнија). Ова стања хипоксије и хиперкапније изазваће додатне ефекте на тело. Можданим ћелијама је за живот потребан сталан кисеоник, а ако се ниво кисеоника у крви довољно дуго смањи, доћи ће до последица оштећења мозга, па чак и смрти. Међутим, централна апнеја у сну чешће је хронично стање које изазива много блаже ефекте од изненадне смрти. Тачни ефекти стања ће зависити од тога колико је апнеја озбиљна и од индивидуалних карактеристика особе.
Лечење може укључивати промене начина живота, писке за уста, апарате за дисање и операцију. Промене у начину живота могу укључивати избегавање алкохола, губитак тежине, престанак пушења и спавање на боку. Без лечења, апнеја у сну може повећати ризик од срчаног удара, можданог удара, дијабетеса, затајења срца, неправилног рада срца, гојазности и судара моторних возила.
Алцхајмерова болест и тешка опструктивна апнеја у сну су повезане  јер постоји повећање протеина бета-амилоида, као и оштећења беле материје. Ово су главни показатељи Алцхајмерове болести, која у овом случају потиче од недостатка правилног одмора или слабије ефикасности сна што доводи до неуродегенерације. Апнеја у сну у средњим годинама доноси већу вероватноћу развоја Алцхајмерове болести у старијој животној доби, а ако неко има Алцхајмерову болест, већа је вероватноћа да ће имати и апнеју за време спавања.
Апнеја је уобичајен поремећај спавања. Велика анализа процењене преваленције у 2019. години открила је да овај поремећај погађа 936 милиона-1 милијарду људи у доби од 30-69 година у свету, или отприлике једну особу од 10 људи, и до 30% старијих особа. Апнеја за време спавања нешто је чешћа код мушкараца него код жена, отприлике у размери 2: 1 мушкараца и жена.